# Joseph M. Piel
Joseph Maria Piel (* 8. Juni 1903 in Mörchingen, Kreis Forbach, Bezirk Lothringen, Reichsland Elsaß-Lothringen, Deutsches Kaiserreich; † 28. Mai 1992 in Trier) war ein deutscher Romanist.

## Leben und Werk
Joseph M. Piel wuchs in Lothringen und in Trier auf und studierte Romanische Philologie in Freiburg, Berlin und Bonn. Er promovierte als Schüler von Wilhelm Meyer-Lübke in Bonn über Die Mundart von Courtisols bei Châlons s. M. (Halle 1929). 1926 wurde er Lektor an der Universität Coimbra, ab 1938 dort Professor für Romanische Philologie. Von 1953 bis zu seiner Emeritierung 1968 war er Ordinarius in Köln, dann, bis 1978, an der Universität Lissabon und anschließend Honorarprofessor an der Universität Trier. Die Ehrendoktorwürde erhielt er von den Universitäten Coimbra (1951), Santiago de Compostela (1978) und Lissabon (1981). Er war korrespondierendes Mitglied der Academia das Ciências (Lissabon) und der Academia de História (Lissabon) sowie Ehrenmitglied der Real Academia Galega (Santiago de Compostela). Bereits 1954 wurde er als Comendador in den Orden von Sant’Iago da Espada aufgenommen.
In seiner Lehrtätigkeit in Coimbra, Köln, Lissabon und Trier hat Piel Vorlesungen zur historischen Linguistik der Romania gehalten und Seminare über die sprachliche Entwicklung – etymologisch, morphologisch und phonetisch – im Altfranzösisch/Provenzalisch, Spanisch, Portugiesisch/Galicisch geleitet. Dazu die Tutorenobhut über Examinanden, Doktoranden, Assistenten und anderen wissenschaftlichen Mitarbeitern. Bei internationalen Kongressen, den fachübergreifenden und den speziellen, wirkte er stets in Kommissionen mit und beteiligte sich außerdem mit unzähligen wissenschaftlichen Beiträgen.
Die Sprachgeschichte des Portugiesischen und Galicischen – vom Latein über Vulgärlatein zu der ersten nachgewiesenen sprachlichen Eigenständigkeit, unter Berücksichtigung des germanischen und arabischen Beitrags – wurde zu seinem Spezialgebiet, mit besonderer Hingabe zur Onomastik und Toponomastik.

## Publikationen

### Kommentierte kritische Ausgaben von repräsentativen Werken des portugiesischen Mittelalters
- A Demanda do Santo Graal (ex Nationalbibliothek Wien) von Piel begonnen, vor 1934, von Irene Freire Nunes 1988 beendet. Mit einer Einleitung von Ivo Castro (Imprensa Nacional Casa da Moeda)
- Leal Conselheiro von Dom Eduarte, Rey de Portugal (ex Nationalbibliothek Paris);1942 (Livraria Bertrand)
- Livro da Ensinança de bem cavalgar toda sela von El-Rey Dom Eduarte (ex Nationalbibliothek Paris); 1944 (Livraria Bertrand), 1986 (Imprensa Nacional Casa da Moeda)
- Livro dos Ofícios de Marco Tulio Ciceram o qual tornou em linguagem o Infante D. Pedro (ex Real Academia de la História Madrid); 1948 (Universidade de Coimbra)

### Monographien zur historischen Linguistik
- Os nomes germânicos na toponímia portuguesa, 1936 (Imprensa Nacional)
- A formação dos nomes de lugares e de instrumentos em português, 1940 (Boletim de Filologia)*
- O património visigodo da língua portuguesa, 1942 (Coimbra Editora)
- A flexão verbal do português (Estudo de morfologia histórica), 1944 (Biblos xx)*
- Nomes de possessores latino-cristãos na toponímia asturo-galego-portuguesa, 1948 (Coimbra Editora)
- Antroponímia germânica da Península Ibérica, 1960 (Enciclopédia Linguística Hispánica, Madrid)*
- Toponímia germânica da Península Ibérica, 1960 (Enciclopédia Linguística Hispánica, Madrid)*
- Sobre alguns aspectos da renovação e inovação lexicais no português do Brasil, 1959 (1964 Revista Portuguesa de Filologia)*
- Caractères généraux et sources du lexique galicien, 1962 (1965 Klincksieck, Paris)*
- Origem e estruturação histórica do léxico português, 1976 (als Einleitung zum Dicionário da Língua Portuguesa, Academia das Ciências de Lisboa)*
- Hispano-Gotisches Namenbuch, in Zusammenarbeit mit Dieter Kremer, 1976 (C. Winter, Heidelberg)
- Sobre miragens de pré-história onomástico-lexical galega, 1979 (GRIAL)*
  - Enthalten in Estudos de linguística histórica galego-portuguesa, 1989, zusammengestellt von Ivo Castro und Maria Ana Ramos (Imprensa Nacional - Casa da Moeda)

### Wissenschaftliche Beiträge
Unzählig sind die von Piel verfassten und veröffentlichten Beiträge in Fachzeitschriften und zu Kongressen und Kolloquien, wie z. B. die vielen Beiträge zur portugiesischen und galicischen Etymologie und Wortgeschichte und zu den toponymischen Mozarabismen;
- Sonne, Wind und Schatten in den Ortsnamen der Iberischen Halbinsel, 1971 (Ibero-Romania)
- Verschollenes und Gegenwärtiges in den galicisch-portugiesischen Ortsnamen, 1984 (Z. r. Philologie)
- Uma antiga latinidade vulgar galaica reflectida no léxico comum toponímico de Entre-Douro-e-Minho e Galiza, 1975 (Revista Portuguesa de Filologia)
- Contribuiçôes para o léxico etimológico português, Coímbra 1930,
- Os nomes germânicos na toponímia galego-portuguesa, 2 Bde., Lissabon 1936, 1945
- Os nomes dos santos tradicionais hispânicos na toponímia peninsular, Coimbra 1950
- Die ältesten Personennamen Kataloniens in ihrem Verhältnis zu den altspanischen und altportugiesischen, Barcelona 1954

und weit über 100 veröffentlichten Beiträge und kritische Rezensionen.